# Kyoga
Il lago Kyoga è un lago dell'Uganda, di grandi dimensioni, ma poco profondo. 

## Descrizione
Il lago ha una superficie di 1.720 km² e si trova a una altezza di 914 metri sul livello del mare. Il Nilo Vittoria lo attraversa nel suo percorso dal lago Vittoria al lago Alberto, e ne rappresenta la principale fonte d'acqua insieme alla regione del monte Elgon al confine tra Uganda e Kenya. Nonostante il lago Kyoga sia parte del sistema geografico dei grandi laghi africani, non è considerato come uno dei grandi laghi.
Il lago non è mai più profondo di 5,7 metri, e per gran parte della sua estensione non supera mai i 4 metri di profondità. Le aree meno profonde di 3 metri sono completamente ricoperte di ninfee, mentre gran parte delle paludose coste del lago è ricoperta di papiri e giacinti d'acqua. I papiri formano anche delle isole galleggianti di vegetazione che vengono trascinate dalla corrente tra piccole isole interne al lago. Il lago è circondato da grandi aree paludose alimentate da una complessa trama di corsi d'acqua.
Nel lago sono stati individuati fino ad ora 46 specie diverse di pesci, numerosi sono i coccodrilli.
Una grande quantità di piogge, verificatasi a causa del Niño, tra il 1997 e il 1998 alzò in modo eccezionale il livello del fiume, portando le grandi isole di vegetazione presenti sulla superficie ad accumularsi in prossimità dello sbocco del lago, nel Nilo Vittoria. Il blocco delle acque causò un ulteriore innalzamento del livello del lago, che finì col tracimare e inondare fino a 580 km² delle terre circostanti, costringendo all'evacuazione gli abitanti delle zone limitrofe e causando gravi danni socio-economici alla regione. Nel 2004, il governo egiziano garantì all'Uganda un finanziamento di 13 milioni di dollari per liberare il flusso delle acque del lago. Al 2005 lo sbocco del lago è ancora in gran parte ostruito.

## Storia
Il lago Kyoga fu scoperto nel 1874 da Charles Chaillé-Long e da questi chiamato Ibrahim-See da Ibrahim Pascha. Nel 1897 ricevette l'attuale nome grazie ai viaggi di esplorazione di James Ronald Leslie Macdonald.